# Київський державний художній ліцей імені Тараса Шевченка
Київський державний художній ліцей імені Тараса Шевченка (колишня назва: Державна художня середня школа імені Тараса Шевченка) — єдина в Україні академічна середня школа в галузі образотворчого мистецтва.

## Історія

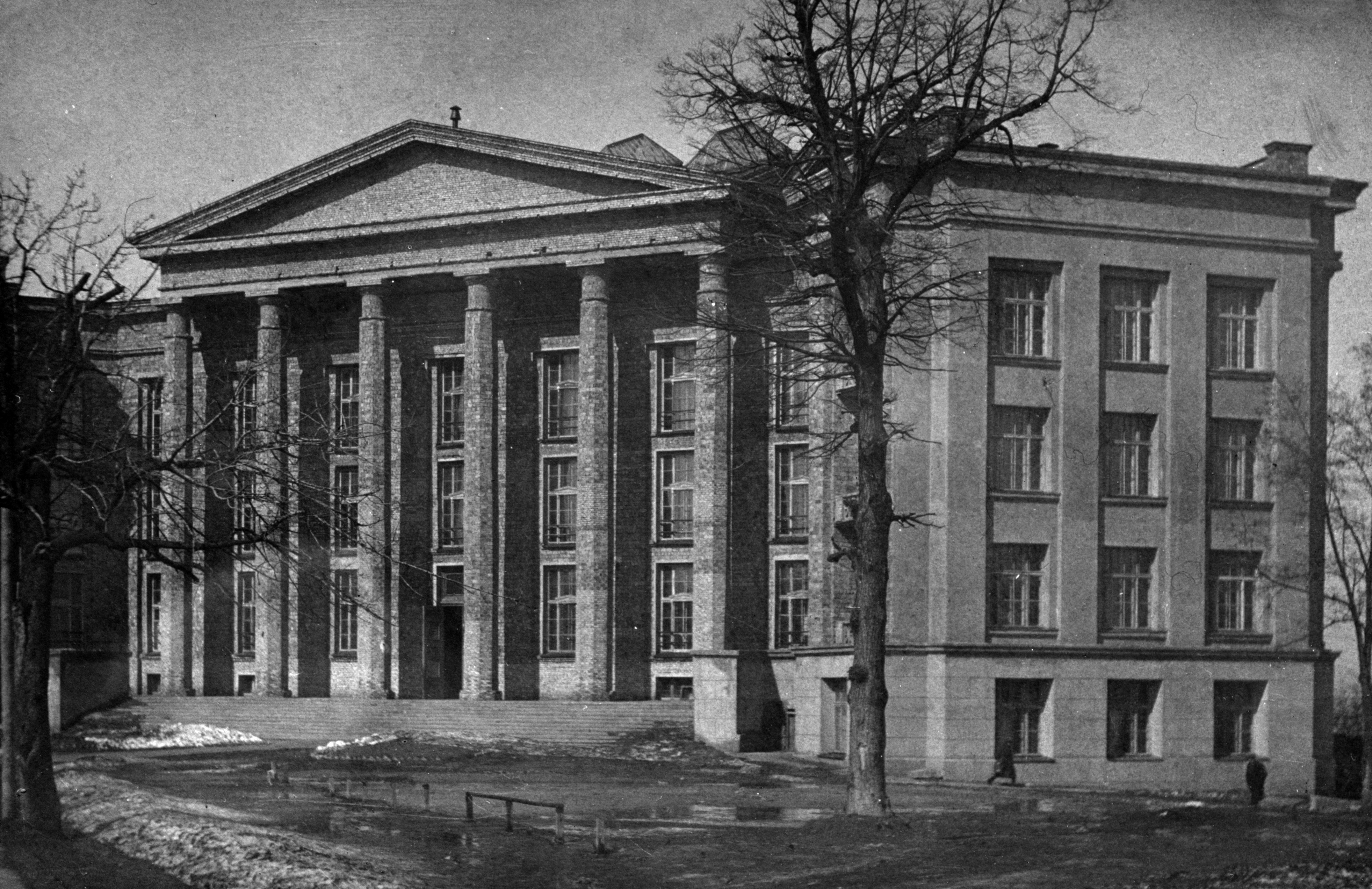
Перший будинок художньої школи (до 1944 року, тепер Національний музей історії України).

Передісторія школи розпочалась на початку XX сторіччя, коли в Києві вперше відкрились тимчасові класи живопису, малюнку та креслення, а потім розпочав діяльність середній спеціалізований навчальний заклад Київське художнє училище.

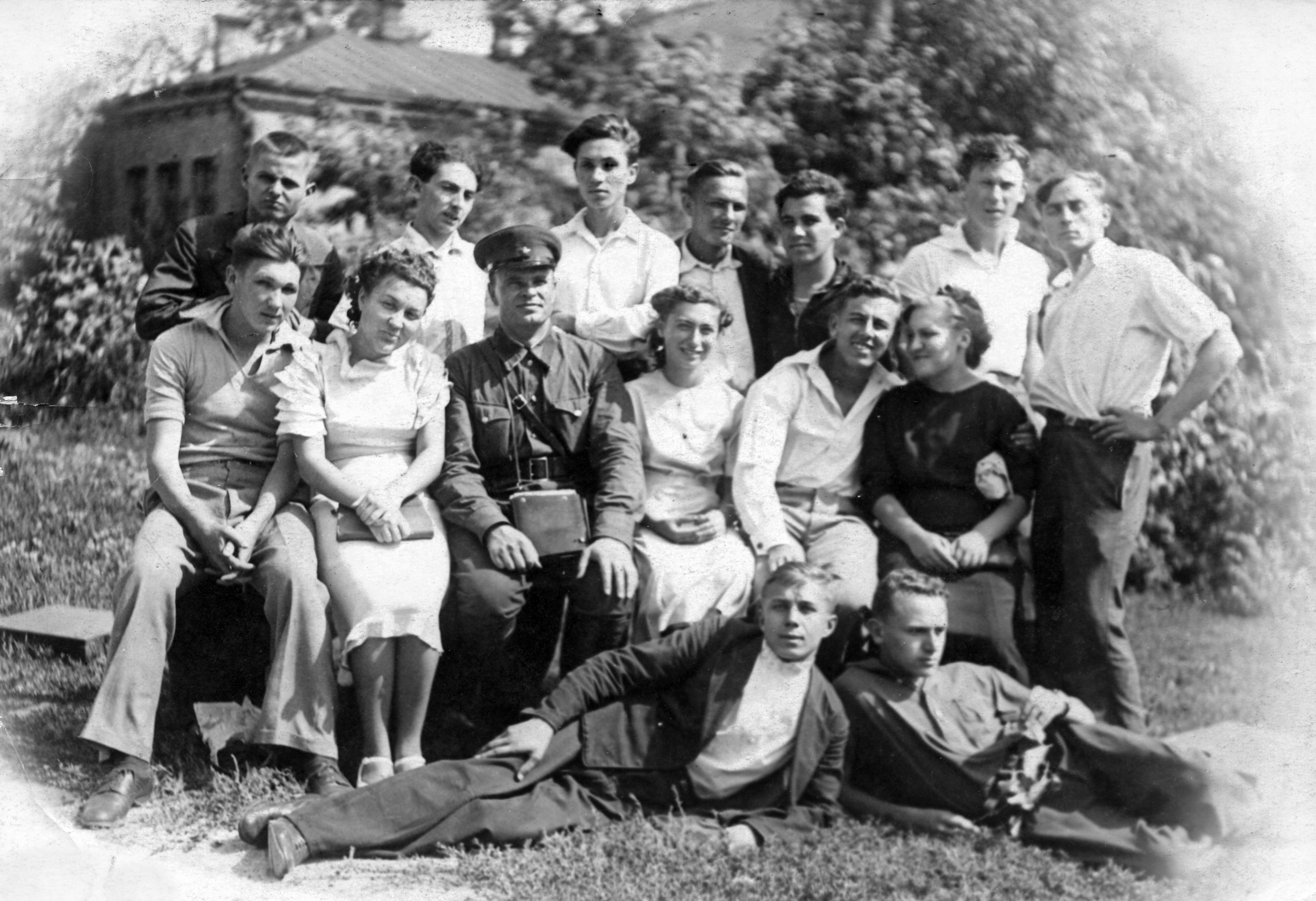
Перші випускники Київської художньої школи 1940 року.

1937 року завершилось будівництво нового будинку художньої десятирічки на 250 учнів по вулиці Володимирській 2. Проєктування і будівництво очолив архітектор Й. Ю. Каракіс. На той час подібна споруда була першою не тільки у Києві, а й у всьому СРСР.
«Вісті Центрального Виконавчого Комітету» 12 серпня 1937 писали: «Просторий зал Київського Художнього інституту переповнений учнями. В залі тиша і дисципліна… іде іспит з малювання для майбутніх учнів першої в Союзі художньої десятирічки.» Перший випуск вихованців Київської художньої середньої школи (КХСШ) отримав атестати про середню загальноосвітню і художню освіту 29 червня 1940 року. Трагічні події Німецько-радянської війни призупинили діяльність школи, студентів почали масово мобілізувати до лав Червоної армії. Учні разом зі своїм директором Футерманом Ароном Яковичем були конскриптовані й пішли на Східний фронт. У 1944 році приміщення надано історичному музею, нині Національний музей історії України.
Розпорядженням № 36-р від 22 січня 1968 року Ради Міністрів УРСР Київську художню середню школу імені Т. Г. Шевченка було реорганізовано в Республіканську художню середню школу імені Т. Г. Шевченка (РХСШ). Саме в ці роки склався основний педагогічний колектив, що працює донині.
У 1968 році збудували нинішню будівлю школи на вулиці Жамбила Жабаєва коло Сирецького парку. До складу школи входить:
- чотириповерховий інтернат для іноміських дітей,
- навчальний корпус із бібліотекою, яка містить понад 40 тис. примірників з унікальними виданнями XVIII—XIX ст. з історії вітчизняного та закордонного мистецтва, художньої літератури,
- корпус з актовою і спортивною залою,
- двоповерхова будівля, де знаходяться скульптурні майстерні й печі для витворів декоративно-вжиткового мистецтва.

До 2005 року фінансування школи було обмеженим, не фінансувалися творча й технічна бази школи. Школі було складно вижити в ситуації, коли вона потребувала таких специфічних інструментів, як мольберти, станки для скульптури тощо. Лише у 2005 році будівлю почали приводити до ладу, однак вона й зараз потребує коштів на зовнішній ремонт.
За час свого існування школа виховала понад три тисячі дітей. Талановиті випускники стали живописцями, графіками, скульпторами, архітекторами, отримали звання лауреатів державних премій, заслужених діячів мистецтв України та інші почесні нагороди.

## Сьогодення
Директор школи — Заслужений діяч мистецтв України, архітектор-художник Авраменко Олена Іванівна.
Художники — викладачі з фахових дисциплін:
- Троценко Віктор Григорович
- Гончаренко Юрій Євгенович
- Золотов Констянтин Юрійович
- Спорникова Ірина Борисівна
- Животков Олег Олександрович — заслужений художник України
- Самохін Володимир Калістратович
- Літовченко Борис Олександрович — заслужений художник України
- Федоров Михайло Михайлович
- Давидова Тетяна Володимирівна
- Вітковська Наталія Львівна
- Троїцька Ольга Валеріївна
- Зікунова Калерія Петрівна

## Відбір
Протягом року в школі працює консультаційний кабінет. Найактивніша відбірна робота починається в червні: батьки з дітьми приносять роботи, педагоги радяться з ними щодо відділення, на яке краще віддати дитину. До школи відбирають найобдарованіших дітей України.
Спочатку дитину повинні допустити до конкурсних іспитів завдяки власним роботам, а потім у першу декаду липня складаються профільні іспити — рисунок, живопис та дві незалежні композиції на вибір дитини, що демонструють її творчу обдарованість. Навчання розпочинається з п'ятого класу.

## Програма
Головною метою школи є підготовка до вищого художнього навчального закладу — Національної академії образотворчого мистецтва і архітектури. Навчання базується на унікальних і неповторних методиках, що формувалися протягом 70-ти років. Ці методики підтримуються викладацьким складом, який здебільшого складають випускники художньої школи й Академії мистецтв України.
Школа має 11-річну програму навчання. У молодших класах діти вивчають лише дисципліни практичного характеру, а з 10 класу йде викладання теоретичних курсів із всесвітньої історії мистецтв (протягом трьох років) та з історії мистецтв України. Базуючись на початкових знаннях із всесвітньої історії мистецтв, діти відкривають для себе особливості українського мистецтва.
У процесі навчання діти відвідують численні виставки та творчі вистави. При школі є інтернат, де мешкають діти з різних регіонів. На рівні 8 класу дітей ділять за творчими відділеннями: живопис (діти віком від 10 до 15 років), скульптура (віком від 12 до 15 років), декоративно-ужиткове мистецтво (віком від 12 до 14 років). А вже після 9 класу з'являється можливість займатися архітектурою (віком до 15 років).

## Відомі випускники
Животков Олександр Олегович -- закінчів 1982
- Бичко Олександр Валентинович — закінчив 196?;
- Боримчук Михайло Петрович — закінчив 1947;
- Бородай Галина Василівна — закінчила 1967;
- Вишеславський Гліб Анатолійович — закінчив 1980;
- Волченко Олександр Тимофійович — закінчив 1964;
- Гончаренко Юрій Євгенович — закінчив 1982;
- Горська Алла Олександрівна — закінчила 1948;
- Дейсун Віктор Миколайович — закінчив 1980;
- Залевський Микола Рахмілович — закінчив 1968;
- Кірич Едуард Ілліч — закінчив 1961;
- Корвач Андрій Богданович — закінчив 1991;
- Кравченко Петро Митрофанович — закінчив 1940;
- Краснов Борис Аркадійович — закінчив 1978;
- Кущ-Катракіс Христина Анатоліївна — закінчила 1998;
- Левада Леся Олександрівна — закінчила 1972
- Логвин Юрій Григорович — закінчив 1958;
- Левчишина Оксана Вікторівна — закінчила 1979;
- Малаков Георгій Васильович — закінчив 1949;
- Одайник Оксана Вадимівна — закінчила 1972;
- Одайник Сергій Вадимович — закінчив 1967
- Одайник-Самойленко Зоя Олександрівна — закінчила 1941;
- Плавун Валентина Олександрівна — закінчила 1981;
- Подерв'янський Лесь — закінчив 1968;
- Рибачук Ада Федорівна — закінчила 1950;
- Романщак Віктор Андрійович — закінчив 1964;
- Семесюк Іван Леонідович — закінчив 1997;
- Сльота Оксана Петрівна — закінчила 1967;
- Снісаренко В'ячеслав Миколайович — закінчив 1982;
- Троценко Віктор Григорович — закінчив 1974;
- Туранський Олександр Олексійович — закінчив 1954;
- Туровський Михайло Саулович;
- Туровський Роман Михайлович;
- Фірцак Борис Васильович;
- Чебикін Андрій Володимирович — закінчив 1964;
- Чепелик Володимир Андрійович — закінчив 1963;
- Якутович Сергій Георгійович — закінчив 1970;